# Poison Ivy (компьютерный вирус)
Poison Ivy (рус. Ядовитый Плющ) — компьютерный вирус, служивший бэкдором для получения полного контроля над заражёнными устройствами (RAT). Этим вирус получал доступ к личным данным пользователя, в том числе и банковским. Он был создан в 2005 году китайским хакером и проводил ряд атак в 2011 году. Другое имя для вируса — «Darkmoon» т.е. «Тёмная луна».
Вирус распространялся через электронную почту, рассылая письма с вложениями, которые прикрываются под установщик программного обеспечения или средства обновления. После скачивания вложения на устройство скачивался RAT.